# Ольбрих, Андре
Андре Ольбрих (нем. André Olbrich, родился 3 мая 1967 г. в Дюссельдорфе, Германия) — немецкий музыкант, ведущий гитарист группы Blind Guardian, которую основал вместе с Ханси Кюршем в 1985 году. 

## Биография
Женат, имеет двух сыновей.
Стиль игры Ольбриха находится под влиянием его любимых групп, среди которых Queen, Judas Priest, Metallica и Black Sabbath. Кроме того, Ольбрих в значительной степени полагается на технику стаккато.
Любимые книги Андре — «Властелин Колец» и «Сильмариллион» Дж. Р. Р. Толкина. Любимая игра — «Baldur’s Gate II».
Его мечта — написать симфоническую рок-оперу по «Властелину Колец». Любимые группы — Judas Priest, Megadeth, Black Sabbath и Iron Maiden — их альбом Killers он называет своим любимым.
Андре использует гитары ESP, усилители Engl, эффекты Ibanez и Line 6.
Журнал «Guitar World» поставил Андре на 76 место в списке 100 лучших метал-гитаристов. Он также занимает 64-е место в списке 100 величайших метал-гитаристов Джоэла МакАйвера. 